# Over My Head (Cable Car)
Over My Head (Cable Car) è il primo singolo dei The Fray, pubblicato nel 2006 negli Stati Uniti.

## Descrizione
La scrittura del brano è ispirata al temporaneo distacco tra Isaac Slade e suo fratello Caleb quando questi finì la scuola. In seguito i due si riappacificarono, e Slade scrisse la canzone riguardo a questo periodo difficile.

## Video musicale
Il video realizzato per il singolo, girato il 24 luglio 2005 alla East High School di Denver, Colorado, e ai Fox Theatre di Boulder, Colorado, è stato diretto da Elliott Lester. Il video mostra i membri della band da piccoli a scuola, in particolare il cantante Isaac Slade (interpretato da bambino da suo fratello minore Micah), incontrare verso la fine del video le loro controparti adulte che suonano il brano su un palco nella scuola davanti agli altri alunni.

## Classifiche
| Classifica (2006)         | Posizione massima |
| ------------------------- | ----------------- |
| Australia                 | 22                |
| Danimarca                 | 8                 |
| Germania                  | 83                |
| Irlanda                   | 25                |
| Nuova Zelanda             | 25                |
| Paesi Bassi               | 20                |
| Regno Unito               | 19                |
| Svizzera                  | 96                |
| Stati Uniti               | 8                 |
| Stati Uniti (alternative) | 7                 |
| Stati Uniti (adult pop)   | 2                 |
| Stati Uniti (pop)         | 5                 |

## Cover degli A Day to Remember
Il gruppo metalcore/pop punk statunitense A Day to Remember ha reinterpretato il brano dei The Fray per la compilation Punk Goes Pop 2, pubblicata nel 2009 dalla Fearless Records. Successivamente il brano è stato pubblicato anche nell'EP della band Attack of the Killer B-Sides.